# TRICKY SISTERS MAGIC BURGER
『TRICKY SISTERS MAGIC BURGER』（トリッキー・シスターズ・マジック・バーガー）は、2014年9月24日に発売された日本のバンド・鬼束ちひろ & BILLYS SANDWITCHESの1stスタジオ・アルバム。

## 解説
本作は、鬼束ちひろがピアニスト富樫春生／ギタリスト友森昭一と共に結成した鬼束ちひろ & BILLYS SANDWITCHES名義でリリースしたアルバムで、バンドにとって1枚目、鬼束にとっても約3年5カ月ぶりとなるオリジナルアルバム。
ジェイムス・ブラントらを手がけるサウンドプロデューサーであるエリック・ゴーフィンを迎えて制作され、映画「呪怨 終わりの始まり」の主題歌として起用された鬼束ちひろ名義の配信限定シングル「祈りが言葉に変わる頃」のバンド演奏バージョンや、鬼束ソロとのスプリットシングル「This Silence Is Mine/あなたとSciencE」に収録されている「あなたとSciencE」など11曲に加え、ボーナストラックとして鬼束のピアノ弾き語りナンバー「The end of the flame of my eyes」も収められる。
本作のアートワークには鬼束ちひろの要望により以前にも鬼束のグッズ・デザインを手掛けたことのある漫画家のカネコアツシが参加、アルバムジャケットにはカネコが描き下ろしたイラストが採用されている。またソフトビニール製フィギュアを制作している鹿児島県の玩具メーカーで、鬼束ちひろ自身も『FLAVORS』というフィギュアを多数コレクションしている有限会社テツロッド（dune）とのコラボレーションも実現し、ジャケット裏に描かれたカネコアツシのハンバーガーのイラストがフィギュア化され販売された。
アルバム・ジャケットは初回限定生産盤と通常盤がバージョン違いとなるほか、初回限定生産盤には約50ページにおよぶ豪華写真集ブックレットが付属する。

## 収録曲
| 全作詞: 鬼束ちひろ。 |                                                                                   |            |                               |                               |      |
| #                    | タイトル                                                                          | 作詞       | 作曲                          | 編曲                          | 時間 |
| 1.                   | 「BILLYS SANDWITCHESのテーマ」                                                    | 鬼束ちひろ | 鬼束ちひろ&BILLYS SANDWITCHES | Eric Gorfain                  | 1:55 |
| 2.                   | 「ROAD OF HONESTY」                                                               | 鬼束ちひろ | 鬼束ちひろ&BILLYS SANDWITCHES | Eric Gorfain                  | 5:14 |
| 3.                   | 「レディー・タイム・マシン・ブルース」                                            | 鬼束ちひろ | 鬼束ちひろ&BILLYS SANDWITCHES | Eric Gorfain                  | 4:36 |
| 4.                   | 「Dreamer Sonic」                                                                 | 鬼束ちひろ | 鬼束ちひろ&BILLYS SANDWITCHES | Eric Gorfain                  | 5:52 |
| 5.                   | 「I'm with your shadow」                                                          | 鬼束ちひろ | 鬼束ちひろ&BILLYS SANDWITCHES | 鬼束ちひろ&BILLYS SANDWITCHES | 4:56 |
| 6.                   | 「Your Quiet Fantasia」                                                           | 鬼束ちひろ | 鬼束ちひろ&BILLYS SANDWITCHES | 鬼束ちひろ&BILLYS SANDWITCHES | 5:50 |
| 7.                   | 「MAD MAN」                                                                       | 鬼束ちひろ | 鬼束ちひろ&BILLYS SANDWITCHES | Eric Gorfain                  | 4:38 |
| 8.                   | 「PSYCHO LADY'S RAIN」                                                            | 鬼束ちひろ | 鬼束ちひろ&BILLYS SANDWITCHES | Eric Gorfain                  | 3:06 |
| 9.                   | 「祈りが言葉に変わる頃 (NAIL SCRATCH VERSION)」                                   | 鬼束ちひろ | 鬼束ちひろ                    | Eric Gorfain                  | 5:33 |
| 10.                  | 「あなたとSciencE」                                                               | 鬼束ちひろ | 鬼束ちひろ&BILLYS SANDWITCHES | Eric Gorfain                  | 3:51 |
| 11.                  | 「The Way To Your Heartbeat」                                                     | 鬼束ちひろ | 鬼束ちひろ&BILLYS SANDWITCHES | Eric Gorfain                  | 5:04 |
| 12.                  | 「The end of the flame of my eyes」(ボーナス・トラック：鬼束ちひろピアノ弾き語り) | 鬼束ちひろ | 鬼束ちひろ                    | 鬼束ちひろ                    | 5:05 |